# Montemor-o-Velho
Montemor-o-Velho és un municipi portuguès, situat al districte de Coïmbra, a la regió del Centre i a la subregió de Baixo Mondego. L'any 2004 tenia 24.950 habitants. Es divideix en 14 freguesias. Limita al nord amb Cantanhede, a l'est amb Coïmbra i Condeixa-a-Nova, al sud amb Soure i a l'oest amb Figueira da Foz.

## Fills il·lustres
- Ester de Carvalho ([...?]-1884) cantant d'operetes.

## Població
| Població del concelho de Montemor-o-Velho (1801 – 2004) | Població del concelho de Montemor-o-Velho (1801 – 2004) | Població del concelho de Montemor-o-Velho (1801 – 2004) | Població del concelho de Montemor-o-Velho (1801 – 2004) | Població del concelho de Montemor-o-Velho (1801 – 2004) | Població del concelho de Montemor-o-Velho (1801 – 2004) | Població del concelho de Montemor-o-Velho (1801 – 2004) | Població del concelho de Montemor-o-Velho (1801 – 2004) | Població del concelho de Montemor-o-Velho (1801 – 2004) |
| ------------------------------------------------------- | ------------------------------------------------------- | ------------------------------------------------------- | ------------------------------------------------------- | ------------------------------------------------------- | ------------------------------------------------------- | ------------------------------------------------------- | ------------------------------------------------------- | ------------------------------------------------------- |
| 1801                                                    | 1849                                                    | 1900                                                    | 1930                                                    | 1960                                                    | 1981                                                    | 1991                                                    | 2001                                                    | 2004                                                    |
| 9528                                                    | 6345                                                    | 22361                                                   | 25162                                                   | 27925                                                   | 27274                                                   | 26375                                                   | 25478                                                   | 25082                                                   |

## Freguesies
- Abrunheira
- Arazede
- Carapinheira
- Ereira
- Gatões
- Liceia
- Meãs do Campo
- Montemor-o-Velho
- Pereira
- Santo Varão
- Seixo de Gatões
- Tentúgal
- Verride
- Vila Nova da Barca